# Seiche

Eine stehende Welle (rot) als Summe zweier sich verstärkender Wellen (grün und blau), die in entgegengesetzte Richtungen laufen

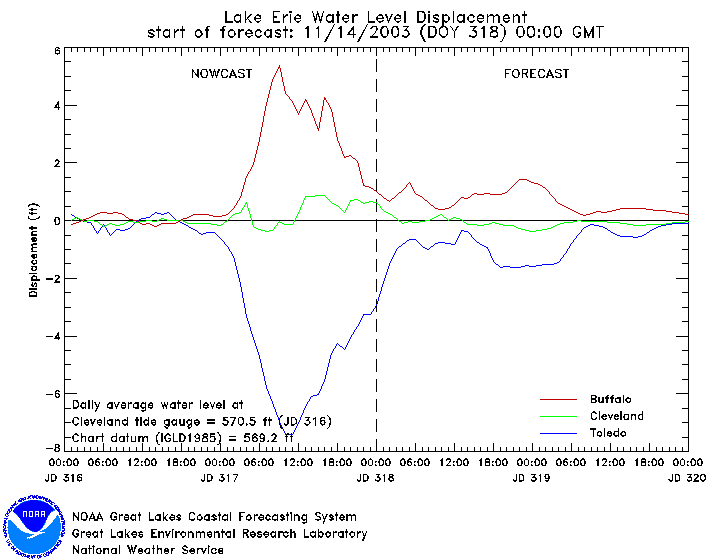
Durch eine Seiche verursachte Unterschiede im Wasserstand im Eriesee, aufgezeichnet zwischen Buffalo (rot) und Toledo (Ohio) (blau) am 14. November 2003.

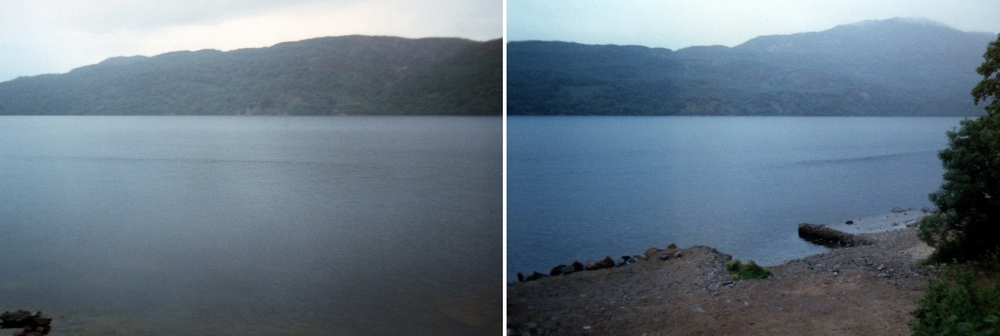
Seiche in der Nähe der Ortschaft Invermoriston am Loch Ness.

Als Seiches (frz. [sɛʃ]) bezeichnet man stehende Wellen des Wassers in Seen, Buchten oder Hafenbecken. Sie entstehen, wenn an Beckenrändern anlaufende Wellen reflektiert werden und sich als ablaufende Gegenwellen mit den ankommenden überlagern. Der Begriff Seiche wurde Ende des 19. Jahrhunderts durch François-Alphonse Forel vom gezeitenähnlichen Trockenfallen der Uferbereiche hergeleitet, das er wiederholt am Genfersee beobachtet hatte. Auffällig sind die Seiches der Großen Seen Nordamerikas, wo bis zu drei Meter hohe Schwankungen des Wasserstandes beobachtet werden.

## Beschreibung
Vereinfacht lassen sich Seiches mit dem Schwappen des Wassers in einer riesigen Schüssel vergleichen. Dabei treten aber auch Standwellen mit mehreren Wellenknoten auf sowie komplexe Wellensysteme (längs und quer überlagert) entsprechend der unterschiedlichen Länge und Breite der Seebecken oder aufgrund noch komplizierterer Beckenformen.

### Auslöser
Die Perioden der Schwingungen liegen zwischen Sekunden und Tagen (in der Ostsee rund einen Tag, in Fjorden Norwegens drei Tage, in Schwimmbecken Sekunden). Treibende Kraft sind in Seen meistens wechselnde Windeinwirkungen, wodurch ein Meteotsunami ausgelöst wird. Der Vorgang des stärkeren Ansteigens des Meeresspiegels im Küstenbereich wird in der Hydrologie und in der Meteorologie synonym auch als Schwapp- oder Badewanneneffekt bezeichnet.
In marinen Becken kommen auch Erdbeben oder Tsunamis als Auslöser in Frage. (Die extremen Auswirkungen des Tsunamis von 1946 in Hilo/Hawaii sind seiner Verstärkung durch die Seiche der Bucht von Hilo zuzuschreiben: Periode des Tsunamis 15 Minuten, Periode der Seiche 30 Minuten; dadurch verstärkte sich jede zweite Welle durch die Eigenbewegung der Hilobucht und erzeugte eine viel größere Zerstörung als an den anderen Küstenabschnitten von Hawaii.)

### Interne Seiches
Da in Seen Wassermassen unterschiedlicher Dichte übereinander geschichtet sind, kommen regelmäßig interne Seiches vor, die erst gegen Ende des 19. Jahrhunderts entdeckt wurden. Dabei bewegen sich die Wassermassen der verschiedenen Schichten gegeneinander, so dass die Schichten zu einem Zeitpunkt in verschiedenen Bereichen des Sees unterschiedliche Dicken aufweisen und diese Verteilung sich periodisch ändert. Solche internen Wellensysteme sind beispielsweise am Bodensee ausführlich erforscht worden.